# Swiss Cycling

Logo de Swiss Cycling

Swiss Cycling est l'association suisse officielle de cyclisme résultant de l'union entre la SRB (Schweizerichen Radfahrer Bund) créée en 1883 et de l'UCS (Union cycliste suisse) créée en 1897. Une première union sera effectuée en 1996 et sera nommée Fédération suisse de cyclisme. À la suite de nombreux conflits entre suisses romands et suisses alémaniques nommé Röstigraben, Swiss Cycling sera inventé en 2000 représentant ainsi une forme de neutralité linguistique.

## Histoire
Fin 2024, Swiss Cycling, annonce la création de Nexetis, une équipe de niveau continental féminin afin de permettre aux jeunes suissesses de passer professionnelles. Thomas Peter, directeur de Swiss Cycling, déclare ainsi : "En ce moment, nos routières prometteuses ne trouvent pas leur place pour progresser. Il n'y a pas d'équipe internationale qui donne leur chance aux cyclistes suisses".